# Creu commemorativa (la Jonquera)
La Creu commemorativa és una creu de terme de la Jonquera (Alt Empordà) inclosa a l'Inventari del Patrimoni Arquitectònic de Catalunya.

## Descripció
Creu de pedra monumental, aixecada el 1976, d'uns dotze metres d'alçada col·locada sobre una base de tres graons quadrats en gradació. A sobre d'aquests, hi ha la base quadrada que sosté la columna que té la inscripció següent en un dels seus costats: SALVE VIATOR-SALVE VIATRIX-ADVENA SALVE-EN HISPANIA FINES-INGENUA CRUCE PANDIT. Sobre aquesta base s'alça el fust octogonal, que acaba en un capitell, també octogonal, decorat amb relleus d'escuts i personatges bíblics. Sobre aquest capitell s'alça una creu llatina estriada, amb la figura de la verge amb el nen Jesús en braços, i aquestes dues figures suportades per l'anyell pasqual.